# (12255) 1988 XR1
(12255) 1988 XR1 est un astéroïde de la ceinture principale d'astéroïdes découvert en 1988.

## Description
(12255) 1988 XR1 a été découvert le 7 décembre 1988 à Yorii, un bourg du district d'Ōsato, dans la préfecture de Saitama au Japon, par Masaru Arai et Hiroshi Mori.

### Caractéristiques orbitales
L'orbite de cet astéroïde est caractérisée par un demi-grand axe de 2,37 UA, un périhélie de 2,12 UA, une excentricité de 0,11 et une inclinaison de 7,29° par rapport à l'écliptique. Du fait de ces caractéristiques, à savoir un demi-grand axe compris entre 2 et 3,2 UA et un périhélie supérieur à 1,666 UA, il est classé, selon la JPL Small-Body Database, comme objet de la ceinture principale d'astéroïdes.

### Caractéristiques physiques
(12255) 1988 XR1 a une magnitude absolue (H) de 13,8 et un albédo estimé à 0,039.